# Motegi
Motegi (茂木町, Motegi-machi) és una vila i municipi de la prefectura de Tochigi, a la regió de Kanto, Japó i pertanyent al districte de Haga. Tot i ser un municipi eminentment agrícola, a Motegi s'hi troba el circuit Twin Ring Motegi, construït per l'empresa Honda la qual també té un museu a la vila; així com els camps de proves de la marca Nissan.

## Geografia
El municipi de Motegi està situat al cantó més oriental de la prefectura de Tochigi, al nord-est de la regió de Kanto. La vila es troba a la part de la prefectura que pertany a la plana de Kantō. El terme municipal de Motegi limita amb els de Nasukarasuyama al nord i Mashiko i Ichikai a l'oest. Cap al sud i a l'est limita amb la prefectura d'Ibaraki i els municipis de Hitachi-Ōmiya, Kasama, Sakuragawa i Shirosato.

### Clima
Motegi té un clima continental humid, caracteritzat per estius càlids i hiverns freds i amb fortes nevades. La temperatura mitjana anual és de 13,1 graus. La mitjana anual de precipitacions és de 1.410 mil·límetres, sent setembre el mes més humid. La temperatura mitjana és més alta a l'agost amb uns vora 25,1 graus, mentres que la més baixa és al gener, amb només 2,0 graus.

## Història
Des de temps antics fins als primers anys de l'era Meiji, l'àrea on actualment es troba el municipi va pertànyer a l'antiga província de Shimotsuke. L'1 d'abril de 1889, es crearen la vila de Motegi i els pobles de Sakagawa, Nakagawa i Sudo sota la nova llei de municipis dins del districte de Haga. L'1 d'agost de 1954 els pobles van ser absorbits per la vila de Motegi.

## Demografia
| 1920   | 1930   | 1940   | 1950   | 1960   | 1970   | 1980   |
| ------ | ------ | ------ | ------ | ------ | ------ | ------ |
| 23.018 | 23.896 | 24.696 | 30.973 | 26.786 | 21.978 | 20.051 |
| 1990   | 2000   | 2010   | 2020   | 2030   | 2040   | 2050   |
| 18.934 | 17.466 | 15.023 | 11.777 | -      | -      | -      |

## Transport

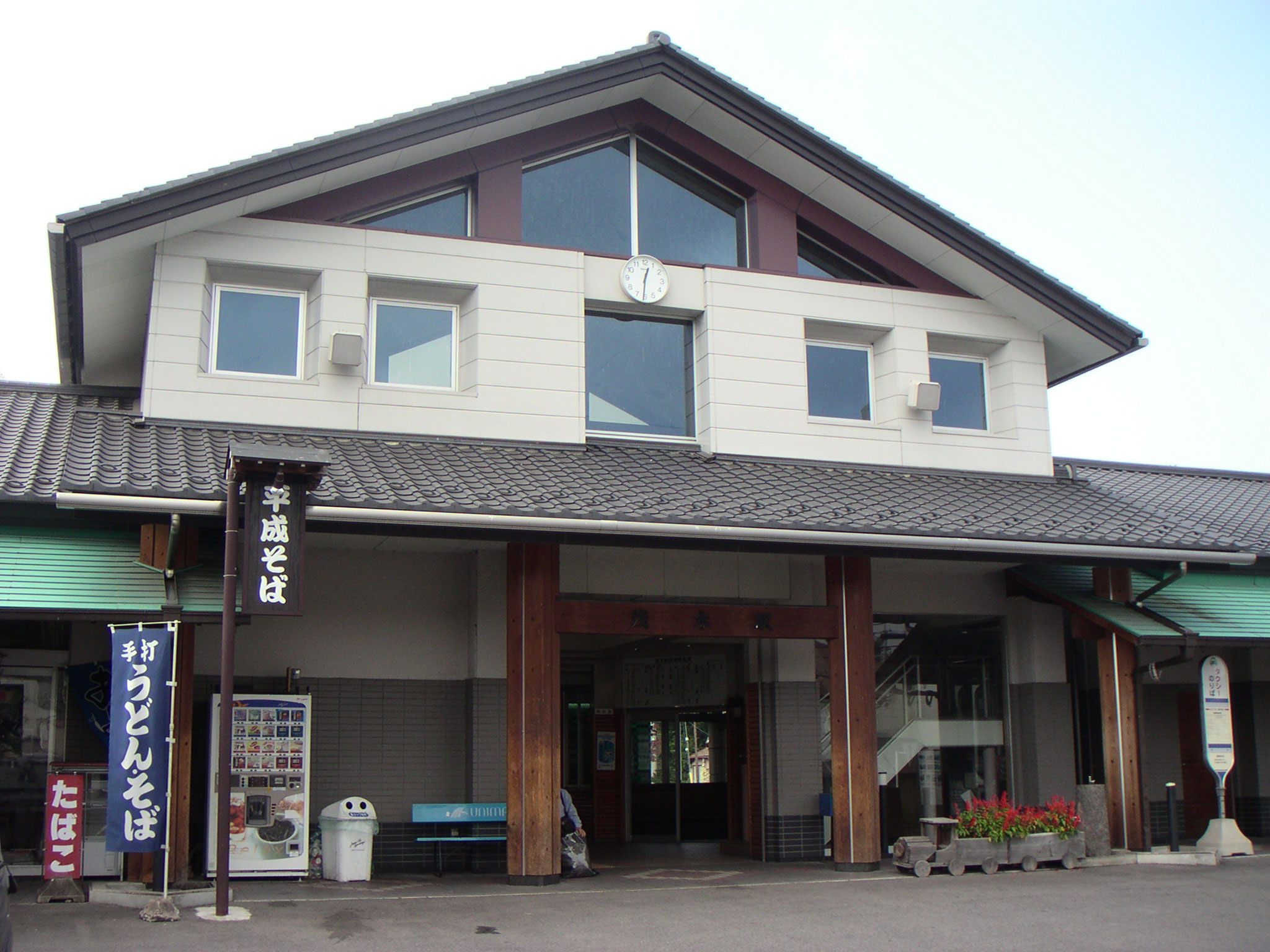
Estació de Motegi

### Ferrocarril
- Ferrocarril de Mōka
  - Tenyaba - Motegi

### Carretera
- Nacional 123 - Nacional 294